# Perská revoluce

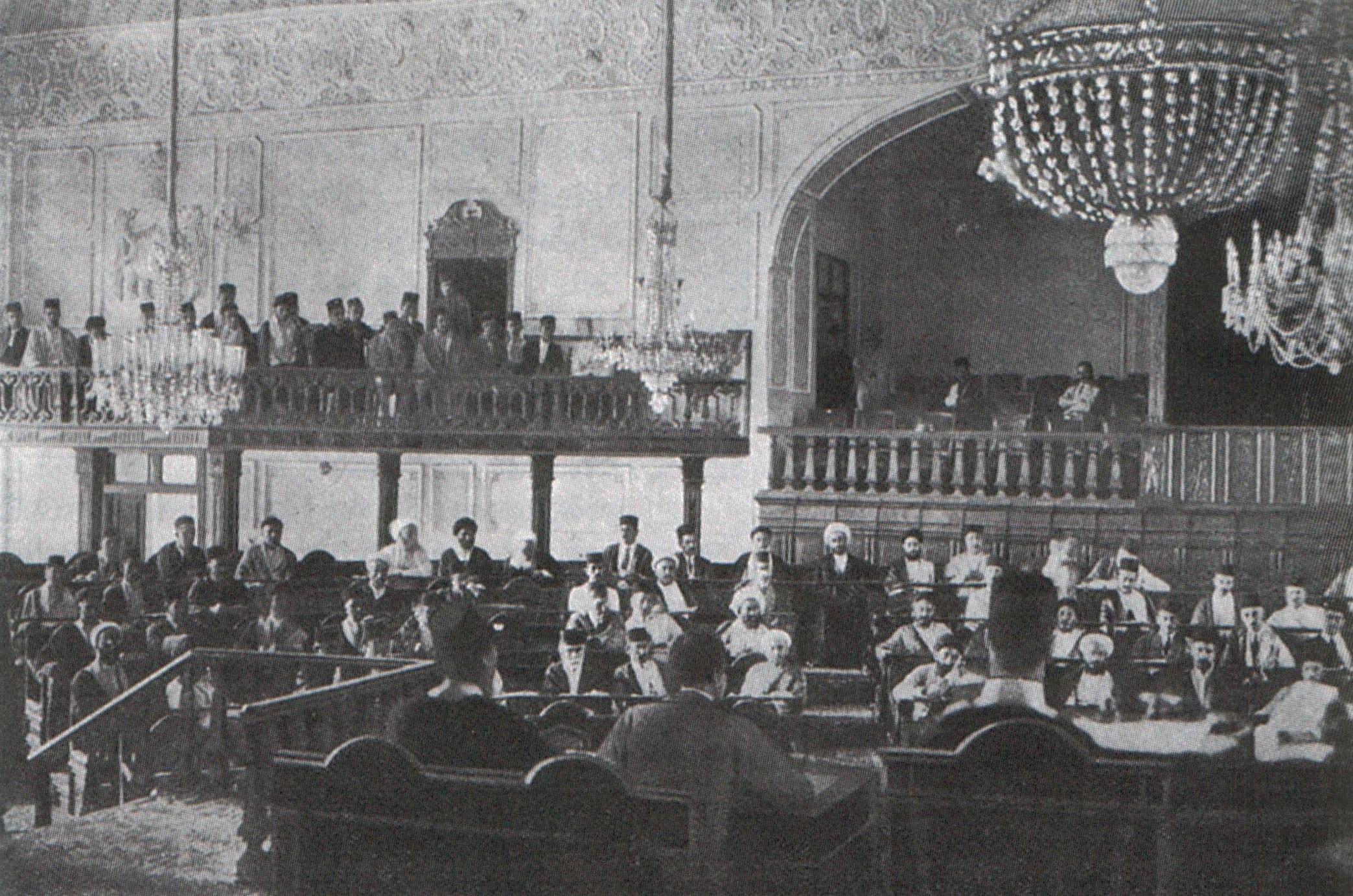
Fotografie parlamentu z roku 1906.

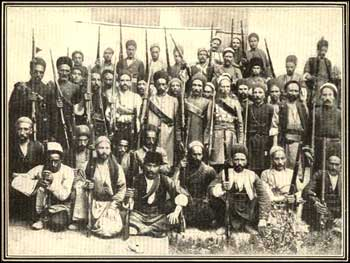
Povstalci z Tabrizu.

Perská revoluce (také tzv. íránská konstituční revoluce) probíhající v letech 1905–1911, si kladla za cíl svrhnout feudálně byrokratický režim vládnoucí dynastie Kádžárovců a ukončit polokoloniální nadvládu v zemi.

## Nástin událostí
Perskou revoluci lze zařadit do širšího kontextu tzv. probuzení Asie. Samotná revoluce započala v prosinci roku 1905 demonstrativním opuštěním dvou tisíc teheránských duchovních a kupců z mešit, kteří se nechtěli smířit s daňovou politikou, šáhovou mocí a prohlubováním vlivu cizích velmocí v zemi. Poté, co následovaly další podobné události šáh Muzaffaruddín 5. srpna 1906 slíbil svolat první reprezentativní shromáždění a přijmout ústavu.
Madžlis – první parlament byl svolán na 7. října 1906, kdy započala práce především na ústavě. Ta byla vyhlášena 30. prosince 1907. Obsahovala text, ve kterém byla Persie definována jako konstituční monarchie s garancí demokratických svobod. Moc v zemi byla svěřena nově vzniklým výborům, tzv. endžumenům, revolučním ozbrojeným silám (tzv. fidáje) a odborům.
V roce 1907 nastoupil nový šáh Muhammad Alí, který 23. června 1908 uskutečnil vojenský převrat. Kozácká brigáda íránské armády obsadila madžlis a rozehnala endžumeny s oddíly fidájí. Šáh následně zrušil mladou ústavu a významné poslance i předáky předešlé moci nechal zavraždit.
Tento šáhův převrat s nastolením teroru však vyvolal sérii povstání s centrem v Tabrízu. Fidáje sídlící v provincii Gílán se v únoru 1909 rozhodly vystoupit proti Teheránu, kam už také z jihu mířily oddíly bachtiárských kmenů, vedené chány usilujícími o moc a vládu. 13. července 1907 došlo k obsazení Teheránu a následné abdikaci šáha, který se vzdal trůnu ve prospěch svého syna. Tak bylo možné svolat druhý madžlis, který se sešel v polovině listopadu 1909. Uvnitř parlamentu se však rozhořel boj mezi frakcemi. Tzv. umírnění měli podporu bachtiárských kmenů, kteří rozehnali v srpnu 1910 oddíly teheránských fijádů. Levicově zaměření demokraté se v této situaci ocitli izolováni a svojí činnost zaměřili na severní část země. Na severu Persie však toto demokratické hnutí nemělo dlouhého trvání, protože bylo rozmetáno ruskými vojenskými oddíly.
Rusko dne 29. listopadu 1911 adresovalo Persii ultimátum, ve kterém žádalo zbavení funkce pro amerického poradce M. Shustera, který byl v zemi na pozvání madžlisu, aby stabilizoval finanční sektor. Vláda vedená Samsánem ol-Saltanem, které bylo zřejmé, že nemá zahraniční podporu, ultimátum nakonec přijala. V reakci na to byla madžlisem odvolána, ale již 24. prosince 1911 za podpory bachtiárských kmenů, madžlis rozehnala.
Tak neúspěšně skončila perská revoluce, aniž by dosáhla svých původních cílů. Persii (Íránu) však přinesla parlament.